# Johan Kreüger
Johan Christian Kreüger, född den 11 september 1818 i Stockholm, död där den 18 juni 1902, var en svensk jurist, universitetstjänsteman och skriftställare.

## Biografi
Kreüger gick på gymnasium i Stockholm och avlade därefter studentexamen vid Uppsala universitet 1836. Vid samma lärosäte avlade han 1838 juridisk-filosofisk examen och 1842 juris kandidatexamen. Han anställdes därefter som extra ordinarie kanslist i nedre justitierevisionsexpeditionen och blev samma år auskultant i Svea hovrätt, där han 1844 avancerade till extra ordinarie notarie. Åren 1846–1847 var han sekreterare i sjölagskommittén och därefter upprätthöll han periodvis under åren 1847 till 1852 befattningen som häradshövding i Memmings, Skärkinds och Åkerbo härads domsaga.
Efter sistnämnda befattning anställdes Kreüger 1853 som akademisekreterare och tillika ombudsman vid Lunds universitet; befattningar han upprätthöll till 1887 då han erhöll avsked och efterträddes av Otto Ernberg. Kreüger var därefter under återstoden av sitt liv förordnad av Kungl Maj:t till ett "särskilt uppdrag" vid Riksarkivet.
Vid sidan om sin sekreterarsyssla var Kreüger en flitig författare av uppsatser och artiklar i juridiska ämnen, ofta publicerade i Christian Naumanns Tidskrift för lagstiftning, lagskipning och förvaltning. Han skrev dock även artiklar om ämnen inom svensk historia, vilka bland annat publicerades i Ord och bild samt Nordisk revy. Enligt Nordisk familjebok ådagalade Kreüger dock i sin artiklar "vida mer beläsenhet och flit än egentlig vetenskaplig läggning". Som person har Kreüger beskrivits som "den sirlige och förbindlige".
Johan Kreüger var son till amiralen Johan Henrik Kreüger och dennes hustru Eufrosyne Tenger. Han var gift med Irmgard Johanna Adelaide Granström (1835–1906), vilken i det samtida Lund var känd som en skicklig amatörsångerska (sopran), och för vilken Otto Lindblad komponerade Varför skall man tvinga mig att sjunga?. Makarna Kreüger fick tre barn: civilingenjören Henrik Kreüger (1857–1881), amanuensen Ivan Kreüger (1862–1893) och dottern Ingeborg Kreüger (1865–1875).